# Wybrand van Itsma
Wybrandus (Wybrand) van Itsma (gedoopt Leeuwarden, 15 december 1693 - Harlingen, 10 juni 1759) was een Nederlandse politicus.

## Familie
Van Itsma (ook: Van Ytsma) was een zoon van Feyo van Itsma en Anna Margarita van Elvervelt. Hij trouwde in 1739 met Maria Boef, lid van een schippersfamilie uit Oost-Vlieland. Zij woonde in Amsterdam en was weduwe van Jacobus de Graaff en Johannes Salomon Rosthuijser. Hun huwelijk bleef kinderloos.

## Loopbaan
Van Itsma studeerde rechten aan de Franeker Hogeschool en werd advocaat in Leeuwarden. Hij was vanuit Leeuwarden lid van de vroedschap van Dokkum (1739-1746) en voor Dokkum lid van de Staten van Friesland (1739-1746) en het Mindergetal (1739-1740).
Hij behoorde tot de prinsgezinden en was aanhanger van, en bevriend met, stadhouder Willem IV van Oranje-Nassau, met wie hij ook correspondeerde. Met boezemvriend Epo Sjuck van Burmania schreef hij diverse publicaties ter verheffing van de prins. Van 1 november 1741 tot zijn overlijden was hij voor Friesland ordinaris lid van de Staten-Generaal van de Nederlanden. Hij was als zodanig onder meer betrokken bij de ondertekening op 8 augustus 1753 van een handelsverdrag met het koninkrijk Napels. Een ter gelegenheid van de ondertekening gemaakt schilderij toont Van Itsma samen met onder anderen raadpensionaris Pieter Steyn, Willem Bentinck, mr. Jan Daniel d'Ablaing en Hendrik Fagel, griffier van de Staten-Generaal.
Van Itsma vestigde zich in Harlingen, waar hij lid was van de vroedschap (1746-1759), lid van de Staten van Friesland (1747-1759), burgemeester (1747-1753, 1755-1759) en lid van het Mindergetal (1752-1754, 1757-1759). In 1758 werd hij benoemd tot historieschrijver van Friesland.
Hij overleed in 1759, op 65-jarige leeftijd. Een deel van zijn boekenverzameling werd in 1760 overgeplaatst naar de stadhouderlijke bibliotheek te Den Haag en behoort tegenwoordig tot de collectie van de Koninklijke Bibliotheek.

## Publicaties
- Jagtpraetje ofte discours tusschen een Groeninger, een Dockumer en twee Zeeuwse Heeren, over de verhandeling van de vrijheid in den burgerstaat (1737) Leeuwarden: Tobias van Dessel.
- Jagt-praetje ofte samenspraak tusschen een Leyenaar, een Groeninger en een Franeker, - over de oude en hedendaegse gesteltheit van de Nederlandsche Republiek. (1738) Tweede stuk. Leeuwarden: Tobias van Dessel.
- Jagt-praetje ofte discours gehouden tusschen een Groeninger, Amsterdammer en Harlinger, over de hedendaagsche levensbeschrijvingen der Princen van Oranjen, Hollandsche Keurdichten, de vryheit in den burgerstaat, enz. (1738) Derde stuk. Leeuwarden: Tobias van Dessel.
- Schuite-praatje ofte samenspraak tusschen drie Heeren, met de schuit reisende van Amsterdam na den Haag, welke aan malkander haar geboorteplaats, sentimenten en liefhebberij ontdekken enz.
- Schuite-praatje ofte samenspraak tusschen vier Heeren, met de schuit reisende van Leeuwarden na Groningen, over menschen, saaken en boeken van deese tijt.

- Biografisch Portaal: 12919206
- Digitale Bibliotheek voor de Nederlandse Letteren: itsm001
- International Standard Name Identifier: 0000 0003 9566 4880
- Nederlandse Thesaurus van Auteursnamen: 081481373
- Parlement.com: vg09lmair7zt
- Virtual International Authority File: 290411463
- WorldCat: E39PBJkp4JDtPKGCcwqHrXj9jC